# Rhododendron orbiculare
Espèce
Classification phylogénétique
Rhododendron orbiculare est une espèce d’arbuste de la famille des Ericaceae, originaire des montagnes du Sud de la Chine, aux feuilles arrondies (orbiculaires) et aux fleurs roses.
Il est cultivé en Europe et en Amérique du Nord depuis le début du XXe siècle.

## Étymologie et nomenclature
Le nom de genre Rhododendron (créé par Linné en 1753) vient du grec ancien ῥoδόδενδρον rhododendron « arbre à roses », composé de ῥόδον, rhodon « rose » et δένδρον, dendron « arbre ». Remarquons que le terme existait depuis 1518 en latin des botanistes, emprunté au latin rhododendron « laurier-rose » (Pline, H.N., 16, 79 etc.), lui-même repris au grec ῥoδόδενδρον  rhododendron de même sens.
L’épithète spécifique orbiculare dérive du latin orbiculus « petite roue », diminutif de orbis « rond, cercle », allusion à la forme des feuilles en « forme de cercle »  

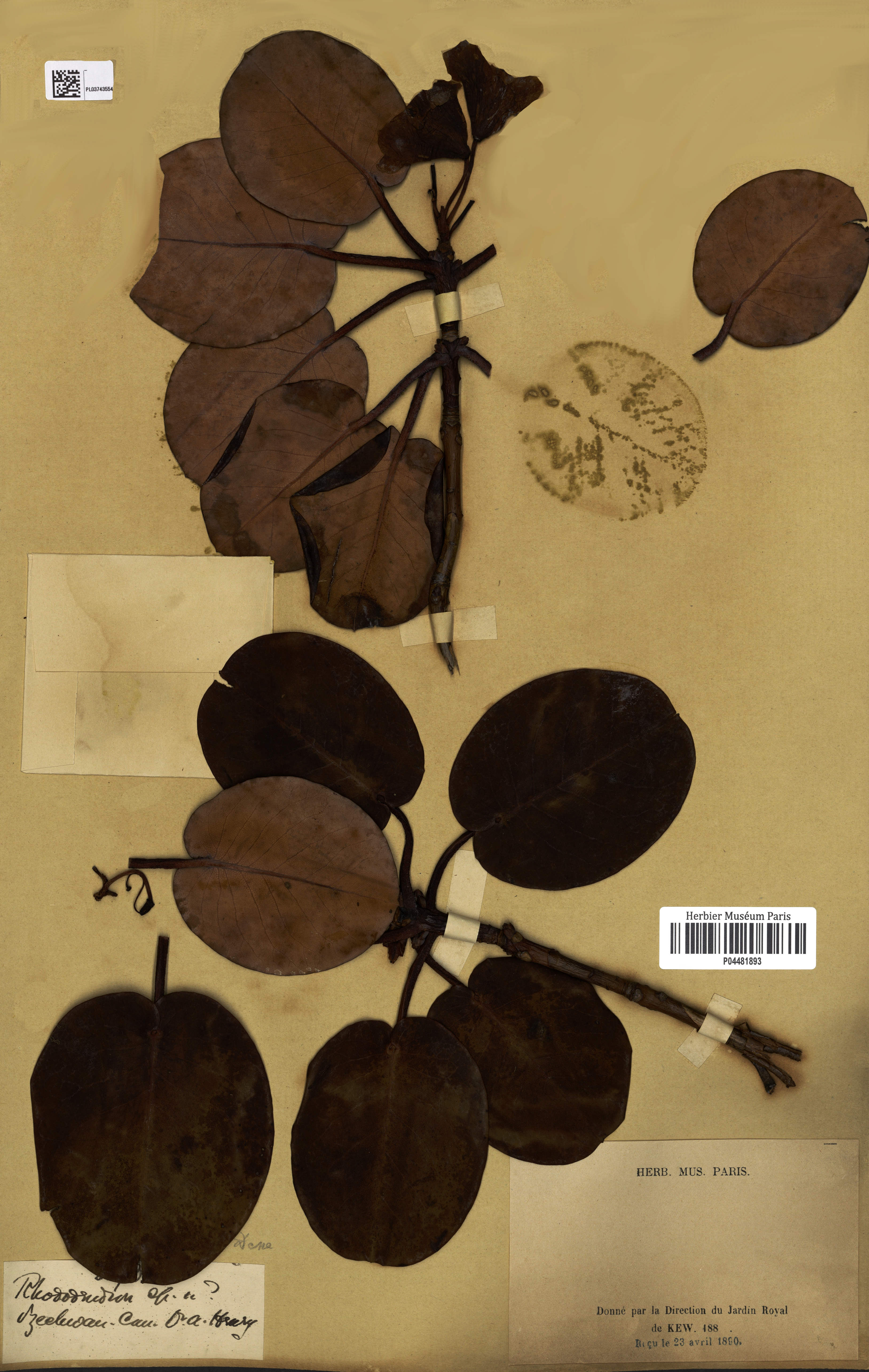
Rhododendron orbiculare, spécimen du Jardin de Kew donné au MNHN

Le père David a découvert le Rhododendron orbiculare dans la région de Moupin dans le Thibet oriental, actuellement Baoxing au Sichuan (Chine), en juillet 1869. Établi quelques mois, dans le collège des Missions Étrangères, le père Armand David excellent botaniste et zoologue, y fit une collecte très fructueuse de spécimens de mammifères, d’oiseaux, d’insectes et de plantes remarquables tant par le nombre que la qualité. En avril, à l’époque de sa découverte d’un « ours blanc et noir » (le panda géant), il écrit « Les rhododendrons, dont j’ai recueilli jusqu'à présent les échantillons pour mon herbier, sont au nombre de neuf espèces, toutes à feuilles persistantes » . Le 27 juillet 1869, le père David entreprend une seconde tentative d’escalade du Hongshanding 红山顶, le mont qui domine la région. La troisième journée, le père atteint le sommet avec ses deux compères, les chasseurs Ouang et Ly, où il tue plusieurs perdrix des neiges. De retour au collège de Moupin, il ramène plusieurs spécimens de rhododendron à feuilles coriaces et arrondies, qu’il espère envoyer au Muséum.
À Paris, le botaniste Joseph Decaisne en fit la description en 1877.
Le nom chinois vernaculaire est 团叶杜鹃 tuán yè dùjuān.

## Description

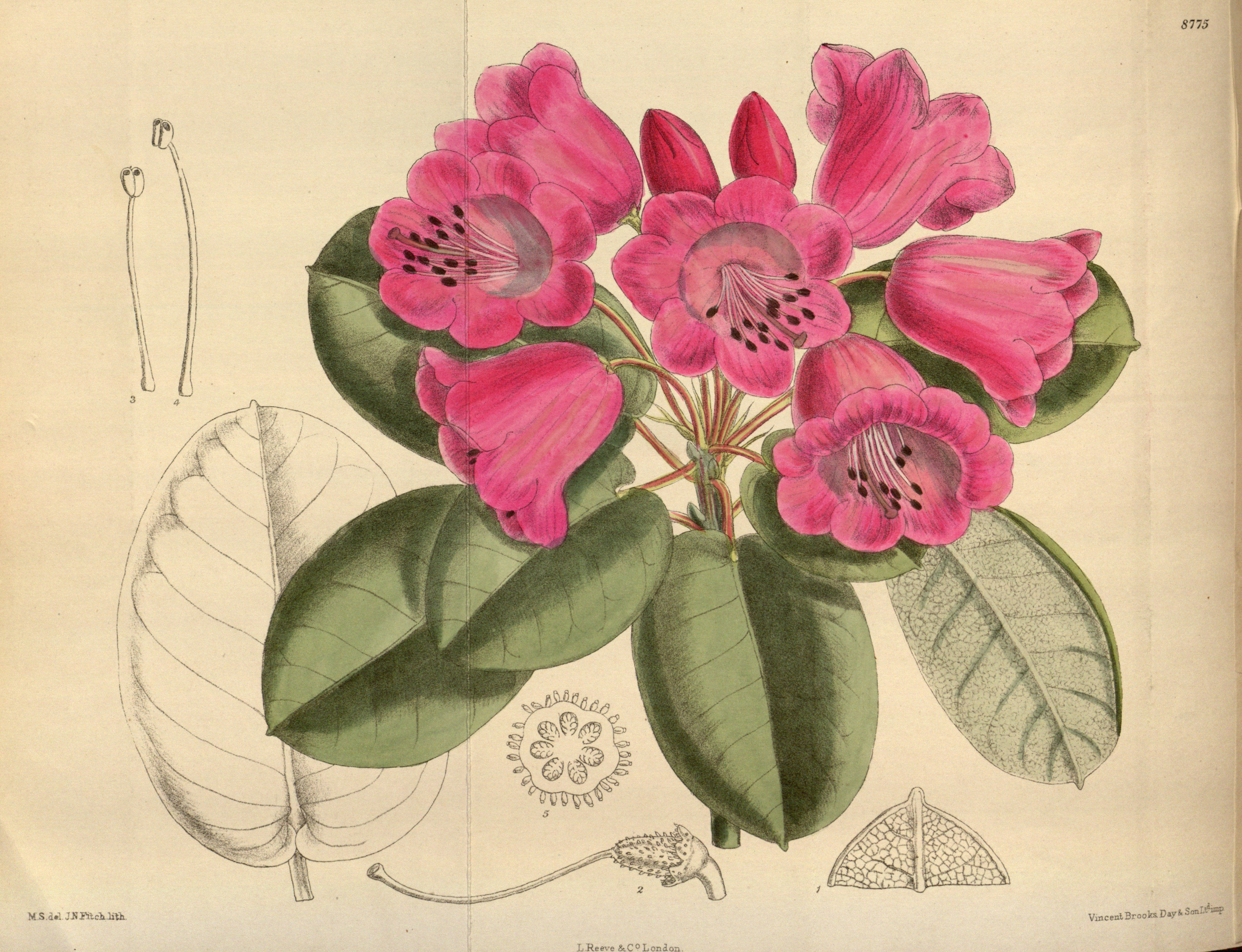
R. orbiculare, Curtis's Botanical Magazine, 1918

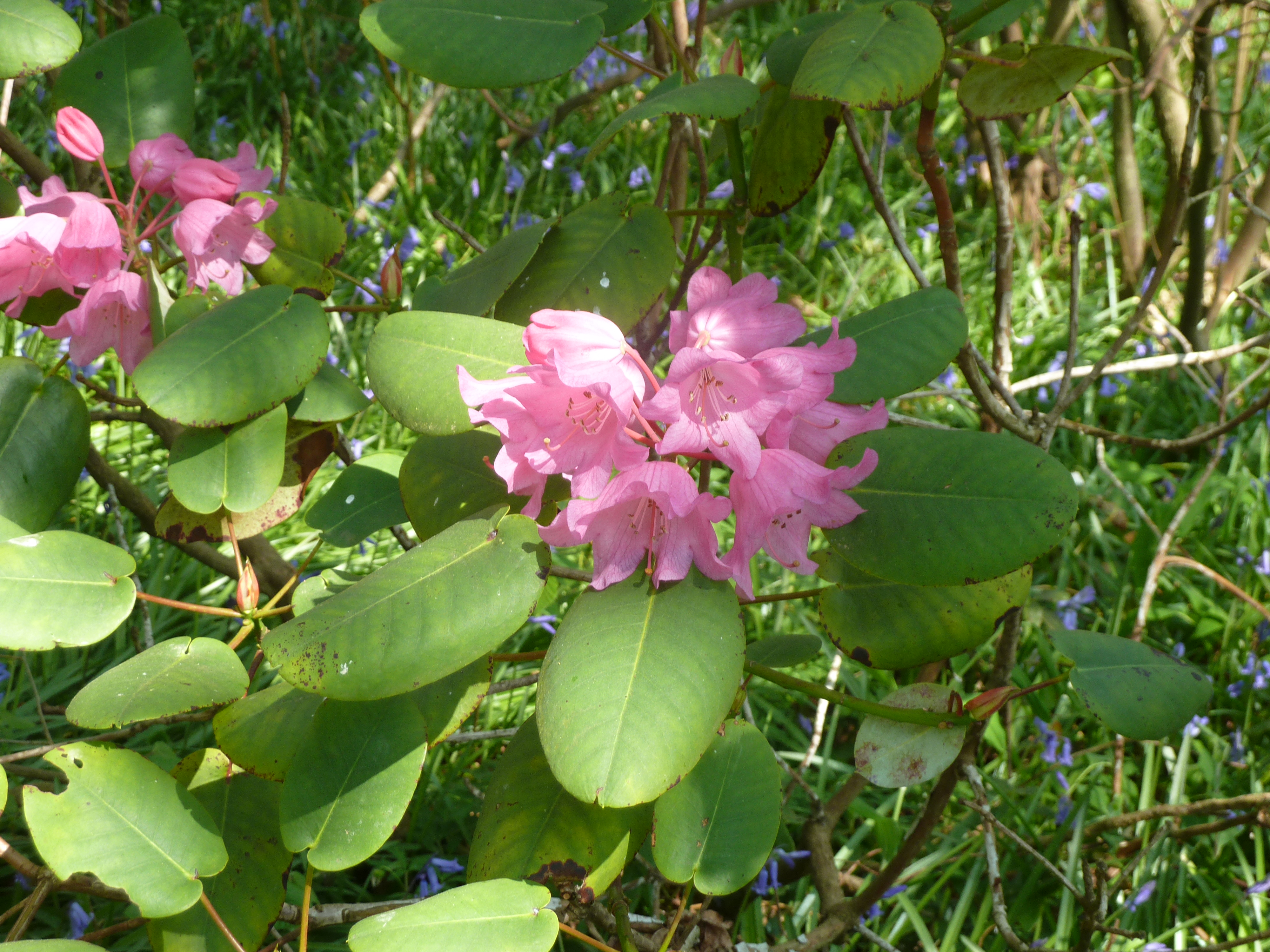
R. orbiculare, fleurs roses

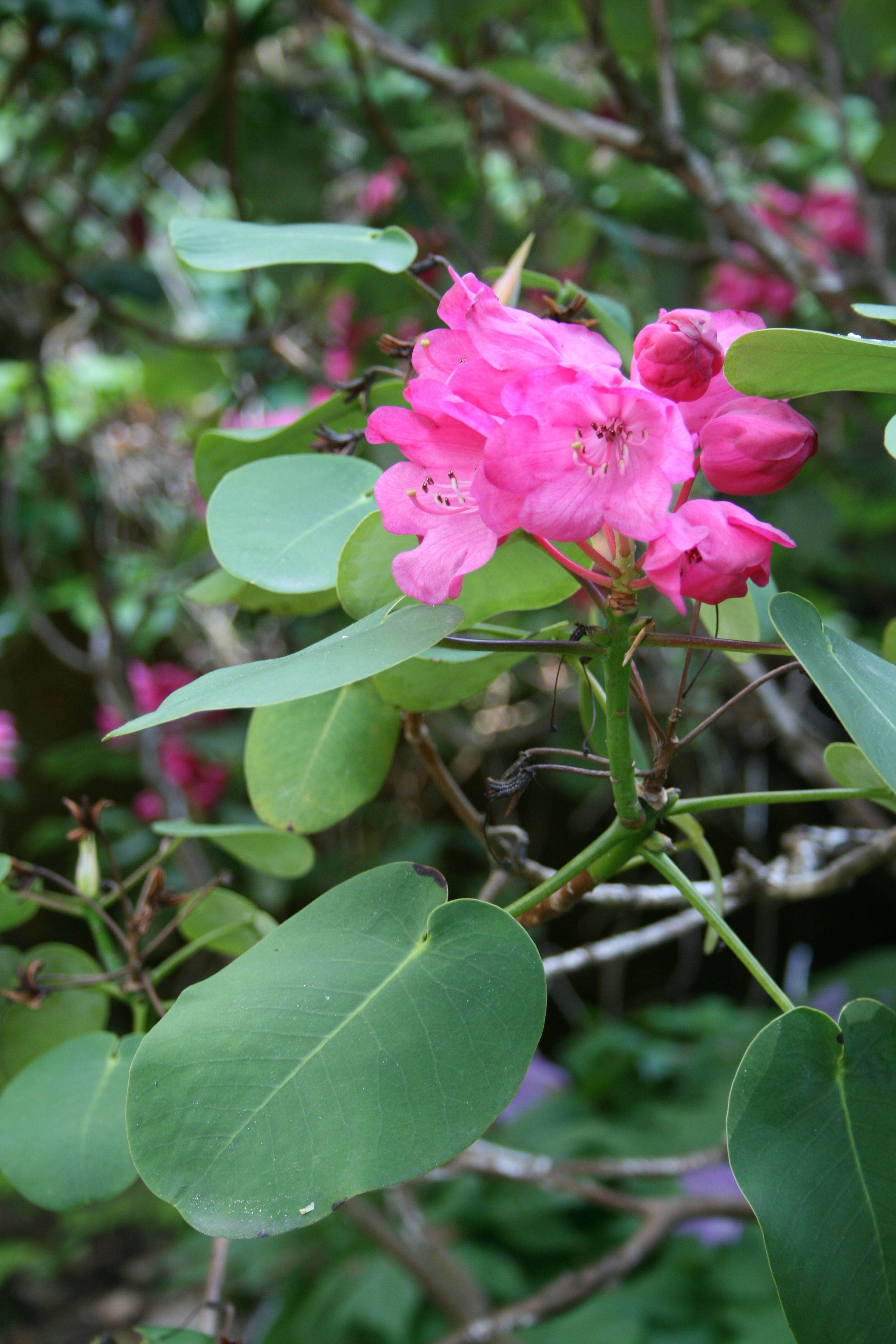
R. orbiculare subsp. orbiculare, base de la feuille auriculée-cordée

Le Rhododendron orbiculare reste longtemps un arbuste arrondi de 1 à 4,5 m de haut mais il peut parfois atteindre la taille d’un petit arbre de 15 m. Le feuillage est persistant.
La feuille, portée par un pétiole cylindrique, vert jaunâtre, de 3–7 cm, possède un limbe caractéristique oblong à orbiculaire, très coriace, de 5–12,5 cm de long sur 5,5–10,5 cm de large, à base cordée-auriculée à arrondie, la surface du dessus vert mat et celle du dessous glauque, glabre.
L’inflorescence en corymbe porte 7 ou 8 fleurs, avec un rachis de 15–25 mm, glanduleux. 
La fleur au bout d’un pédicelle de 2,5–3,5 cm, pubérulent, glanduleux, possède un petit calice ca. 1,5 mm, à marge ondulée, glandulaire, une corolle campanulée, rose, 3,2–3,5 cm, glabre, terminée par 6 à 8 lobes ovales, de 1,3–1,5 × env.1.8 cm, entourant de 11 à 14 étamines de 1–2 cm, un ovaire couvert de poils glanduleux, un style courbé de 1,8 cm, glabre.
Le fruit est une capsule cylindrique, courbée, de 22–30 mm sur 5–6 mm.
La floraison a lieu en mai-juin et la fructification en août-septembre.

## Distribution et habitat
Le Rhododendron orbiculare est une espèce endémique de Chine qui pousse dans le Sud-Ouest du Sichuan et le Nord-Est du Guangxi. 
Il croît dans les forêts et sur les pentes rocheuses, entre 1 400 et 3 500 m (et même parfois jusqu’à 4 000 m).

## Taxons inférieurs
Trois sous-espèces ont été décrites :
- Rhododendron orbiculare subsp. cardiobase (Sleumer) DF Chamberlain

- Rhododendron orbiculare subsp. oblongum WK Hu

- Rhododendron orbiculare subsp. orbiculare (Batalin) H. Hara

## Culture
Cet arbuste ornemental, comme tous les rhododendrons, demande un terrain léger, acide, dépourvu de calcaire.
Il demande à être planté là où il y a de la lumière si l’on veut avoir un buisson assez dense.
En Bretagne Sud, R. orbiculare fleurit dans la deuxième quinzaine d’avril. Sa floraison est somptueuse, abondante et précoce.

## Liens extérieurs
- (en) Tropicos : Rhododendron orbiculare Decne.   (+ liste sous-taxons)
- (en) The Plant List :  Rhododendron orbiculare Decne.   (source : Tropicos.org)